# Hrvoje Šercar
Hrvoje Šercar (Zagreb, 14. prosinca 1936. – 15. studenog 2014.) hrvatski slikar i grafičar

## Životopis
Šercar je od 1964. do 1969. vanjski suradnik Majstorske radionice Krste Hegedušića. Izlaže samostalno od 1960., povremeno i s Majstorskom radionicom. Izlagao je na šezdesetak samostalnih izložaba u zemlji i inozemstvu te na stotinjak skupnih. Radio je kao ilustrator u Leksigrafskom zavodu "Miroslav Krleža" 1959. – 1993.
Dobitnik je brojnih nagrada i priznanja, također je radio i kazališne scenografije, ilustracije knjiga i jedan animirani film. Sudjelovao je u Domovinskom ratu u Umjetničkoj četi od 1990. do 1992. i ratnom Ad Hoc teatru.

## Nagrade i odlikovanja
Odlikovan je odličjem reda Danice hrvatske s likom Marka Marulića. Nositelj spomenice Domovinskog rata. Dobio je oko 50 priznanja za likovni rad u dobrotvorne svrhe.